# Silvia Ambrosio
Silvia Ambrosio (* 24. Januar 1997 in Gießen) ist eine deutsch-italienische Tennisspielerin.

## College Tennis
2015 bis 2019 spielte Ambrosio in den USA Collegetennis. 2015 bis 2017 trat sie für die Golden Eagles der Marquette University, 2017 bis 2019 für die Boilermakers der Purdue University an.

## Karriere
Ambrosio spielte bislang vor allem auf der ITF Juniors Tour und der ITF Women’s World Tennis Tour, wo sie bislang vier Titel im Einzel und fünf im Doppel gewinnen konnte.
2019 trat sie mit Doppelpartnerin Fabienne Gettwart bei den Schönbusch Open im Damendoppel an, wo sie aber bereits in der ersten Runde gegen Mira Antonitsch und Eléonora Molinaro mit 2:6, 6:4 und [11:13] knapp in drei Sätzen verloren.
2020 stieg sie Anfang August mit T65 Eschborn an Position eins spielend von der Hessen- in die Regionalliga auf. Am Jahresende erreichte sie bei den Nationalen Deutschen Hallen-Tennismeisterschaften mit Siegen über Sarah Müller und Romy Kölzer das Achtelfinale, wo sie gegen Selina Dal knapp in drei Sätzen mit 6:4, 6:73 und 6:73 verlor.
Im März 2022 erreichte sie im türkischen Antalya ihr erstes Finale bei einem ITF-Turnier im Doppel.

## Turniersiege

### Einzel
| Nr. | Datum              | Turnier       | Kategorie | Belag     | Finalgegnerin         | Ergebnis      |
| --- | ------------------ | ------------- | --------- | --------- | --------------------- | ------------- |
| 1.  | 29. Mai 2022       | Annenheim     | ITF W15   | Sand      | Walerija Oljanowskaja | 6:1, 6:4      |
| 2.  | 18. Dezember 2022  | Monastir      | ITF W25   | Hartplatz | Alice Robbe           | 4:6, 6:0, 7:5 |
| 3.  | 10. September 2023 | Frýdek-Místek | ITF W25   | Sand      | Julie Štruplová       | 6:0, 6:2      |
| 4.  | 2. März 2025       | Monastir      | ITF W15   | Hartplatz | Aurora Zantedeschi    | 6:4, 6:1      |

### Doppel
| Nr. | Datum             | Turnier  | Kategorie | Belag             | Partnerin           | Finalgegnerinnen                           | Ergebnis          |
| --- | ----------------- | -------- | --------- | ----------------- | ------------------- | ------------------------------------------ | ----------------- |
| 1.  | 16. Oktober 2022  | Iraklio  | ITF W15   | Sand              | Ivana Šebestová     | Simona Ogescu Dimitra Pavlou               | 7:5, 7:5          |
| 2.  | 1. März 2024      | Mâcon    | ITF W50   | Hartplatz (Halle) | Lena Papadakis      | Madeleine Brooks Isabelle Haverlag         | 5:7, 7:5, [10:7]  |
| 3.  | 16. November 2024 | Solarino | ITF W35   | Teppich           | Sofia Rocchetti     | Giulia Alessia Monteleone Oliwia Szymczuch | 6:1, 6:3          |
| 4.  | 22. Februar 2025  | Monastir | ITF W15   | Hartplatz         | Katharina Hobgarski | Arabella Koller Eliessa Vanlangendonck     | 6:3, 6:3          |
| 5.  | 1. März 2025      | Monastir | ITF W15   | Hartplatz         | Katharina Hobgarski | Julia Adams Lilian Poling                  | 6:4, 6:74, [10:4] |

## Persönliches
Silvia Ambrosio ist die Tochter von Carmela Cortazzo und Giovanni Ambrosio und hat eine ältere Schwester Melissa. Sie besuchte die Liebigschule in Gießen.

## Weltranglistenpositionen am Saisonende
| Jahr   | 2019 | 2020 | 2021 | 2022 | 2023 | 2024 |
| ------ | ---- | ---- | ---- | ---- | ---- | ---- |
| Einzel | 1224 | 1165 | 789  | 651  | 247  | 468  |
| Doppel | 1270 | 1129 | 1151 | 812  | 581  | 365  |